# Elecciones locales del Distrito Federal de México de 2015
Las Elecciones de la Ciudad de México de 2015, oficialmente el Proceso Electoral Ordinario 2014-2015, será el proceso de elección que tendrá como punto culminante la jornada del domingo 7 de junio de 2015 en que serán renovados los siguientes cargos de elección popular de la Ciudad de México. Son reguladas por el Instituto Electoral del Distrito Federal (IEDF).
En estas elecciones serán renovadas las y los titulares de los siguientes cargos de elección popular de la Ciudad de México:
- 16 jefaturas delegacionales. Titulares de cada una de las delegaciones políticas, equivalentes a los municipios en el Distrito Federal.
- 66 diputaciones de la Asamblea Legislativa. 40 elegidos por mayoría relativa en cada uno de los distritos electorales y 26 electos por el principio de representación proporcional mediante un sistema de listas.

## Jefaturas delegacionales

Distribución de las delegaciones por partido político.

| Partido | Partido                              | Delegaciones |
| ------- | ------------------------------------ | ------------ |
|         | Partido de la Revolución Democrática | 6/16         |
|         | Movimiento Regeneración Nacional     | 5/16         |
|         | Partido Revolucionario Institucional | 3/16         |
|         | Partido Acción Nacional              | 2/16         |
| Total   | Total                                | 16           |

### Cuauhtémoc
Ricardo Monreal Ávila resultó vencedor en las elecciones de Jefe Delegacional por MORENA, arrebatándole la delegación al PRD que había permanecido en el poder desde el año 2000.
|  | 11.75 % |

|  | 18.19 % |

|  | 22.65 % |

|  | 2.34 % |

|  | 29.42 % |

|  | 3.14 % |

|  | 5.32 % |

|  | 6.78 % |

|  | 0.40 % |

|  | 100.00 % |

### Gustavo A. Madero
Víctor Hugo Lobo Román, ya había gobernado la delegación desde el 2009, resultando reelecto.
|  | 11.27 % |

|  | 14.35 % |

|  | 25.18 % |

|  | 3.72 % |

|  | 3.03 % |

|  | 24.73 % |

|  | 2.31 % |

|  | 5.24 % |

|  | 3.87 % |

|  | 6.02 % |

|  | 0.30 % |

|  | 100.00 % |

### Iztacalco
|  | 9.34 % |

|  | 19.80 % |

|  | 24.02 % |

|  | 1.74 % |

|  | 6.58 % |

|  | 2.70 % |

|  | 22.32 % |

|  | 3.06 % |

|  | 6.13 % |

|  | 6.43 % |

|  | 0.23 % |

|  | 100.00 % |

### Iztapalapa
|  | 5.51 % |

|  | 10.16 % |

|  | 36.83 % |

|  | 2.40 % |

|  | 32.21 % |

|  | 2.18 % |

|  | 4.95 % |

|  | 5.58 % |

|  | 0.18 % |

|  | 100.00 % |

### La Magdalena Contreras
El PRI por primera vez, ganó en las elecciones delegacionales, ya que desde el 2000, había sido gobernado por el PRD.
|  | 11.74 % |

|  | 26.74 % |

|  | 22.44 % |

|  | 4.31 % |

|  | 1.84 % |

|  | 20.57 % |

|  | 2.24 % |

|  | 3.74 % |

|  | 6.15 % |

|  | 0.22 % |

|  | 100.00 % |

### Miguel Hidalgo
El PAN recupera la delegación luego de haberla gobernado del año 2000 al 2012 y habiéndola perdido dicho año a manos de la coalición PRD-PT-MC.
|  | 32.98 % |

|  | 9.61 % |

|  | 30.13 % |

|  | 1.45 % |

|  | 11.90 % |

|  | 1.97 % |

|  | 6.69 % |

|  | 5.04 % |

|  | 0.23 % |

|  | 100.00 % |

### Milpa Alta
El PRI, resultó vencedor. Anteriormente ya había gobernado la delegación en el periodo 2003-2006.
|  | 1.23 % |

|  | 33.92 % |

|  | 15.21 % |

|  | 24.94 % |

|  | 0.86 % |

|  | 9.60 % |

|  | 0.77 % |

|  | 1.36 % |

|  | 8.39 % |

|  | 3.54 % |

|  | 0.17 % |

|  | 100.00 % |

### Tláhuac
MORENA por primera vez ganó las elecciones delegacionales, ya que el PRD había gobernado desde el 2000.
|  | 6.58 % |

|  | 16.79 % |

|  | 18.33 % |

|  | 12.62 % |

|  | 2.73 % |

|  | 30.45 % |

|  | 2.16 % |

|  | 4.81 % |

|  | 5.38 % |

|  | 0.15 % |

|  | 100.00 % |

### Tlalpan
MORENA resultó elegido en las elecciones por primera vez, ya que desde el 2000 la delegación había permanecido en el poder el PRD.
|  | 15.48 % |

|  | 14.30 % |

|  | 22.92 % |

|  | 2.07 % |

|  | 1.67 % |

|  | 29.48 % |

|  | 2.63 % |

|  | 4.42 % |

|  | 6.77 % |

|  | 0.26 % |

|  | 100.00 % |

### Venustiano Carranza
|  | 7.47 % |

|  | 12.89 % |

|  | 33.96 % |

|  | 14.90 % |

|  | 1.84 % |

|  | 16.12 % |

|  | 2.20 % |

|  | 4.68 % |

|  | 5.61 % |

|  | 0.34 % |

|  | 100.00 % |

### Xochimilco
Avelino Méndez Rangel de MORENA resultó vencedor ya que desde el 2000, había sido dominado por el PRD.
|  | 7.70 % |

|  | 20.95 % |

|  | 13.96 % |

|  | 2.61 % |

|  | 9.53 % |

|  | 2.54 % |

|  | 29.54 % |

|  | 2.42 % |

|  | 4.48 % |

|  | 6.04 % |

|  | 0.23 % |

|  | 100.00 % |

## Diputados

### Por partido político

Resultados por distrito local.

| Partido | Partido                                                                            | Diputados Mayoría relativa | Diputados Rep. Proporcional | Total |
| ------- | ---------------------------------------------------------------------------------- | -------------------------- | --------------------------- | ----- |
|         | Partido Acción Nacional                                                            | 5                          | 5                           | 10    |
|         | Partido Revolucionario Institucional                                               | 0                          | 5                           | 5     |
|         | Partido Verde Ecologista de México                                                 | 0                          | 3                           | 3     |
|         | Partido Revolucionario Institucional / Partido Verde Ecologista de México          | 3                          | 0                           | 3     |
|         | Partido de la Revolución Democrática                                               | 0                          | 4                           | 4     |
|         | Partido de la Revolución Democrática / Partido del Trabajo                         | 7                          | 0                           | 7     |
|         | Partido de la Revolución Democrática / Partido del Trabajo / Partido Nueva Alianza | 7                          | 0                           | 7     |
|         | Movimiento Ciudadano                                                               | 0                          | 3                           | 3     |
|         | Movimiento Regeneración Nacional                                                   | 18                         | 1                           | 19    |
|         | Partido Humanista                                                                  | 0                          | 1                           | 1     |
|         | Partido Encuentro Social                                                           | 0                          | 4                           | 4     |
| Total   | Total                                                                              | 40                         | 26                          | 66    |

## Nota
1. ↑  Declinó a favor del candidato del PRD, Antonio Padierna Luna.
2. ↑  Declinó a favor del candidato del PRD, Antonio Padierna Luna.